# Камикита
Камикита  (яп. 上北郡 Камикита-гун) — уезд префектуры Аомори, Япония. Он Занимает восточно-центральную часть префектуры, к югу от полуострова Симокита.
По оценкам на 1 апреля 2017 года, население составляет 95,501 человек, площадь 1,280.32 км², плотность 74.6 человек / км².

## Посёлки и сёла
Уёзд в настоящее время состоит из шести посёлков и одного села. Города Товада и Мисава ранее входили в состав уезда.
- Нохедзи
- Оирасе
- Рокунохе
- Ситинохе
- Тохоку
- Иокогама
- Роккасё